# Вопросы философии

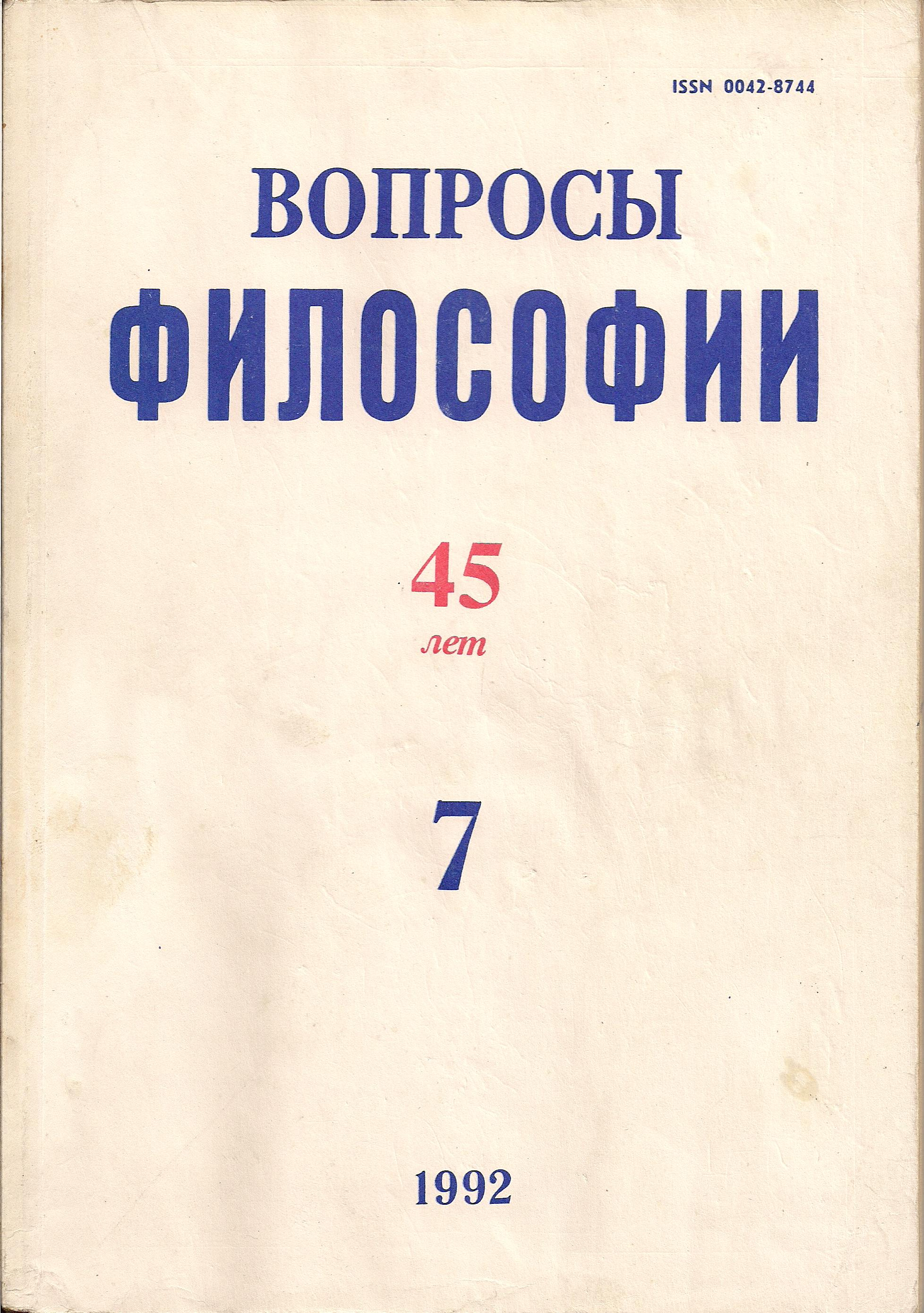
Ювілейний номер журалу «Питання філософії» № 7 1992 рік

«Питання філософії» (рос. «Вопросы философии») — науково-теоретичний і філософський журнал Російської академії наук. Видається в Москві.

## Історія
Журнал створений за ініціативою відомого радянського державного й партійного діяча А. О. Жданова у 1947 році
Періодичність журналу: спочатку була- 3 рази на рік; з 1951 року — 6 раз на рік, з 1958-го виходить щомісяця. Тираж в 1971-му був близько 40 тис. прим.; В 2007-му — близько 3 тис. прим.
У радянські роки журнал мав найбільший тираж серед філософських журналів у світі. З 1989 року видавництвом «Правда» як додаток до журналу випускалася книжкова серія «З історії вітчизняної філософської думки».
| Головний редактор                | Роки   |
| -------------------------------- | ------ |
| акад. Б. М. Кедров               | з 1947 |
| д.філос.н. Д. І. Чесноков        | з 1949 |
| акад. Ф. В. Констянтинов         | з 1952 |
| член-корр. АН СРСР М. Д. Каммарі | з 1954 |
| д.філос.н. О. Ф. Окулов          | з 1959 |
| акад. М. Б. Мітін                | з 1961 |
| акад. І. Т. Фролов               | з 1968 |
| д.філос.н. В. С. Семенов         | з 1977 |
| акад. В. О. Лекторський          | з 1987 |
| д.філос.н. Б. И. Пружинін        | з 2009 |

## Адреса
119991 Москва, ГСП-1, Мароновский переулок, д. 26.